# 홍인성
홍인성(洪麟性, 1963년 10월 5일~)은 대한민국의 정치인이다. 제29대 인천광역시 중구청장(2018~2022)을 지냈다. 강원도 동해시 출생이다.

## 학력
- 묵호초등학교
- 묵호중학교
- 북평고등학교
- 1981~1989 인하대학교 법학 학사
- 인천대학교 행정대학원 사회복지학 석사

## 경력
- 2007.09~2008.05: 청와대 인사수석실 행정관
- 인천광역시사회복지협의회 사회복지연구원 연구실장
- 2012.11~2012.12: 제18대 대통령선거 민주통합당 문재인 후보 인천광역시선거대책위원회 시민캠프 조직위원장.
- 2012.12: 제18대 대통령선거 민주통합당 문재인 후보 중앙선거대책위원회 조직위원회 동행분과위원장
- 2014.08~2015.10: 국회의원 박남춘 의원실 보좌관
- 2017.04~2017.05: 제19대 대통령선거 더불어민주당 문재인 후보 중앙선거대책위원회 조직본부 조직관리팀 팀장
- 2017.04~2017.05: 제19대 대통령선거 더불어민주당 문재인 후보 조직특보
- 2017.04~2017.05: 제19대 대통령선거 더불어민주당 문재인 후보 중앙선거대책위원회 직능본부 사회복지제도개선특별위원회 위원장
- 2017.04~2017.05: 제19대 대통령선거 더불어민주당 문재인 후보 중앙선거대책위원회 시민정책참여위원회 공동위원장
- 2017.07~: 더불어민주당 사회복지제도개선 특별위원회 위원장
- 2018.07~2022.06: 제29대 민선 7기 인천광역시 중구청장(초선)

## 전과
- 교통사고처리특례법위반: 벌금 6,000,000원 - 2016년 4월 27일 선고[1]

## 역대 선거 결과
|  | 56.25% |

|  | 43.45% |